# Pwi Bay 61
Bei den bayerischen Pwi Bay 61 handelt es sich um zweiachsige Packwagen für den Einsatz in Güterzügen nach dem Blatt 219 aus dem Wagenstandsverzeichnis für die Königlich Bayerischen Staatseisenbahnen vom 31. März 1913 (bzw. Blatt Nr. 127 aus dem Wagenstandsverzeichnis vom 31. März 1897 und Blatt 46 aus dem Verzeichnis von 1879). Das Nebengattungszeichen i weist darauf hin, dass die Wagen mit offenen Übergängen ausgestattet waren.

## Geschichte
In den Wagenstandsverzeichnissen  K.Bay.Sts.B. ist als ältestes Baujahr für Wagen dieser Art das Jahr 1854 ausgewiesen. Bis zum Jahr 1860 führte die K.Bay.Sts.B. schon 163 Wagen in ihrem Bestand. Bis zum Ende der K.Bay.Sts.B. wuchs der Bestand an Gepäckwagen für den Einsatz in Güterzügen auf etwa 1000 Stück an.

## Beschaffung
In den Jahren zwischen 1861 und 1866 wurden die Wagen nach Blatt 219 beschafft. Im Verzeichnis von 1879 wurden sie noch als Wagen der Gattung J ausgewiesen. Sie hatten den gleichen Grundaufbau wie die zeitgleich beschafften Güterwagen.

## Verbleib
Von den Wagen ist nur die Nummer 17 518 im Verzeichnis von 1913 aufgeführt, alle anderen sind vorher ausgemustert worden. Auf Grund der Bauart – überwiegend hölzernes Untergestell – und des hohen Alters dürfte auch dieser vor 1923 ausgemustert worden sein.

## Konstruktive Merkmale

### Untergestell
Der Rahmen der Wagen war eine Kombination aus hölzernem Grundrahmen und eisernen, äußeren Längsträgern. Als Zugeinrichtung hatten die Wagen Schraubenkupplungen nach VDEV. In der Grundausstattung gab es zudem noch Notfallketten. Die Zugstange war durchgehend und mittig gefedert. Als Stoßeinrichtung besaßen die Wagen ursprünglich Stangenpuffer mit einer Einbaulänge von 612 mm und 360 mm für die Pufferteller.

### Laufwerk
Die Wagen hatten aus Blechen und Winkeln genietete Achshalter der kurzen, geraden Bauform.  Gelagert waren die Achsen in Gleitachslagern. Die Räder hatten Speichenradkörper des bayerischen Typs 38. Die jeweils 1764 Millimeter langen Tragfedern hatten je neun Blätter. Der Querschnitt der Blätter betrug 96 × 13 Millimeter. Es gab eine Handspindelbremse, welche von der Kanzel des Dienstraums aus bzw. von der offenen Übergangsplattform aus bedient werden konnte. In der Wagenmitte befand sich die Bremsumlenkung in der typisch bayerischen Bauform.

### Wagenkasten
Der Rahmen des Wagenkastens bestand aus einem hölzernen Ständerwerk, welches durch stählerne Zugbänder versteift wurde. Die äußere Verkleidung des Wagenkastens bestand – wie bei Güterwagen üblich – aus senkrecht angebrachten Profilbrettern. Innen wurden die Wagen mit diagonal angebrachten Brettern verschalt. Die Seiten- und die Stirnwände waren gerade. Der Wagenkasten war in zwei Bereiche zur Lagerung der Gepäckstücke und ein 1295 mm breites Dienstabteil aufgeteilt. Zusätzlich gab es bei den Wagen mit Bremsersitz einen von der offenen Übergangsplattform aus zugänglichen Abort sowie – auf dessen Gegenseite – eine Hundebox. Das flache Tonnendach war bei den Wagen mit Bremsersitz über dem Dienstraum einer Kanzel versehen. Diese diente dem Zugführer zur Beobachtung und als Bremserstand. Dieser Bremserstand war nur vom Wageninneren aus zugänglich. Zum Be- und Entladen gab es beidseitig je eine 1500 mm breite Schiebetüre, die auf Rollen stand und mit Kopfstangen geführt wurde. Beidseitig gab es durchgehende Laufbretter mit Anhaltestangen.

### Ausstattung
Beleuchtet wurden die Wagen mit Öl-Lampen. Alle Wagen waren mit einem Abort ausgestattet.
Die Beheizung erfolgte durch einen Ofen im Dienstraum. Zur Belüftung gab es statische Lüfter auf dem Dach. Die Wagen waren alle mit einer Leitung für die Dampfheizung ausgestattet und konnten so auch in Personenzüge eingereiht werden.

## Skizzen, Musterblätter, Fotos

Ansicht zu Blatt 046 aus Bayer. WV von 1879
Ansicht zu Blatt 127 aus Bayer. WV von 1897
Ansicht zu Blatt 219 aus Bayer. WV von 1913

## Wagennummern
| Herstelldaten             | Herstelldaten             | Wagennummern je Epoche Gattungszeichen | Wagennummern je Epoche Gattungszeichen | Wagennummern je Epoche Gattungszeichen | Wagennummern je Epoche Gattungszeichen | Wagennummern je Epoche Gattungszeichen | Fahrwerk   | Fahrwerk        | Fahrwerk | Fahrwerk                  | Fahrwerk                          | Fahrwerk                                | Ausstattung               | Ausstattung               | Ausstattung                               | Ausstattung                               | Ausstattung                               | Ausstattung                               | Ausstattung                               | Ausstattung                               | Ausstattung                               | Zusatzinfos                       |
| Bau- jahr                 | Her- steller              | bis 1875                               | ab 1875                                | ab 1893                                | ab 1909                                | Ausge- mustert                         | Anz. Achs. | Rad- stand (mm) | LüP (mm) | Unt. Gest.                | LA.                               | Brem- sen                               | Bl.                       | Hz.                       | Art u. Anzahl der Abteile (siehe Legende) | Art u. Anzahl der Abteile (siehe Legende) | Art u. Anzahl der Abteile (siehe Legende) | Art u. Anzahl der Abteile (siehe Legende) | Art u. Anzahl der Abteile (siehe Legende) | Art u. Anzahl der Abteile (siehe Legende) | Art u. Anzahl der Abteile (siehe Legende) | Bemerkung                         |
| ------------------------- | ------------------------- | -------------------------------------- | -------------------------------------- | -------------------------------------- | -------------------------------------- | -------------------------------------- | ---------- | --------------- | -------- | ------------------------- | --------------------------------- | --------------------------------------- | ------------------------- | ------------------------- | ----------------------------------------- | ----------------------------------------- | ----------------------------------------- | ----------------------------------------- | ----------------------------------------- | ----------------------------------------- | ----------------------------------------- | --------------------------------- |
| Blatt-Nr. 219 (ehem. 127) | Blatt-Nr. 219 (ehem. 127) | J                                      | P.                                     | P.g.                                   | Pwi Bay 61                             |                                        |            |                 |          | (siehe jeweilige Legende) | (siehe jeweilige Legende)         | (siehe jeweilige Legende)               | (siehe jeweilige Legende) | (siehe jeweilige Legende) | A                                         | B                                         | D                                         | G                                         | P                                         | V                                         | Z                                         |                                   |
| 1861                      |                           |                                        | 17 503                                 | 17 503                                 | 17 503                                 | <1913                                  | 2          | 4.000           | 8.414    | H,E                       |                                   | Brh; Wbr                                | Öl                        | L                         | 1                                         |                                           | 1                                         | 2                                         |                                           | 1                                         |                                           |                                   |
| 1861                      | 4 693?                    | 17 504                                 | 17 504                                 | 17 504                                 | <1913                                  | Brh; Wbr LS                            | 2          | 4.000           | 8.414    | H,E                       | O L                               | zusätzlich mit Rayl-Signal ausgestattet | Öl                        |                           | 1                                         |                                           | 1                                         | 2                                         |                                           | 1                                         |                                           |                                   |
| 1861                      | 4 694?                    | 17 505                                 | 17 505                                 | 17 505                                 | <1913                                  | Brh; Wbr LS                            | 2          | 4.000           | 8.414    | H,E                       | O L                               | zusätzlich mit Rayl-Signal ausgestattet | Öl                        |                           | 1                                         |                                           | 1                                         | 2                                         |                                           | 1                                         |                                           |                                   |
| 1861                      | 4 695?                    | 17 506                                 | 17 506                                 | 17 506                                 | <1913                                  | Brh; Wbr LS                            | 2          | 4.000           | 8.414    | H,E                       | O L                               | zusätzlich mit Rayl-Signal ausgestattet | Öl                        |                           | 1                                         |                                           | 1                                         | 2                                         |                                           | 1                                         |                                           |                                   |
| 1861                      | 4 697?                    | 17 507                                 | 17 507                                 | 17 507                                 | <1913                                  | Brh; Wbr LS                            | 2          | 4.000           | 8.414    | H,E                       | O L                               |                                         | Öl                        |                           | 1                                         |                                           | 1                                         | 2                                         |                                           | 1                                         |                                           |                                   |
| 1861                      | 4 698?                    | 17 508                                 | 17 508                                 | 17 508                                 | <1913                                  | Brh; Wbr LS                            | 2          | 4.000           | 8.414    | H,E                       | O L                               |                                         | Öl                        |                           | 1                                         |                                           | 1                                         | 2                                         |                                           | 1                                         |                                           |                                   |
| 1861                      | 4 699?                    | 17 509                                 | 17 509                                 | 17 509                                 | <1913                                  | Brh; Wbr LS                            | 2          | 4.000           | 8.414    | H,E                       | O L                               |                                         | Öl                        |                           | 1                                         |                                           | 1                                         | 2                                         |                                           | 1                                         |                                           |                                   |
| 1861                      | 4 700?                    | 17 510                                 | 17 510                                 | 17 510                                 | <1913                                  | Brh; Wbr LS                            | 2          | 4.000           | 8.414    | H,E                       | O L                               |                                         | Öl                        |                           | 1                                         |                                           | 1                                         | 2                                         |                                           | 1                                         |                                           |                                   |
| 1861                      | 4 701?                    | 17 511                                 | 17 511                                 | 17 511                                 | <1913                                  | Brh; Wbr LS                            | 2          | 4.000           | 8.414    | H,E                       | O L                               |                                         | Öl                        |                           | 1                                         |                                           | 1                                         | 2                                         |                                           | 1                                         |                                           |                                   |
| 1862                      |                           | 6 022?                                 | 17 512                                 | 17 512                                 | 17 512                                 | <1913                                  | 2          | 4.000           | 8.141    | H,E                       |                                   | Brh Wbr LS                              | Öl                        | L                         | 1                                         |                                           | 1                                         | 2                                         |                                           | 1                                         |                                           |                                   |
| 1862                      | 20 492?                   | 17 513                                 | 17 513                                 | 17 513                                 | <1913                                  | 3.650                                  | 2          | Pl Wbr          | 8.141    | H,E                       | Bauform siehe Skizze zu Blatt 219 |                                         | Öl                        | L                         | 1                                         |                                           | 1                                         | 2                                         |                                           | 1                                         |                                           |                                   |
| 1864                      |                           |                                        | 17 514                                 | 17 514                                 | 17 514                                 | <1913                                  | 2          | 4.000           | 8.141    | H,E                       |                                   | Brh Wbr                                 | Öl                        | O,L                       | 1                                         |                                           | 1                                         | 2                                         |                                           | 1                                         |                                           |                                   |
| 1864                      |                           | 17 515                                 | 17 515                                 | 17 515                                 | <1913                                  | Brh                                    | 2          | 4.000           | 8.141    | H,E                       | L                                 |                                         | Öl                        |                           | 1                                         |                                           | 1                                         | 2                                         |                                           | 1                                         |                                           |                                   |
| 1864                      |                           | 17 516                                 | 17 516                                 | 17 516                                 | <1913                                  | Brh Wbr                                | 2          | 4.000           | 8.141    | H,E                       | O,L                               |                                         | Öl                        |                           | 1                                         |                                           | 1                                         | 2                                         |                                           | 1                                         |                                           |                                   |
| 1864                      |                           | 17 517                                 | 17 517                                 | 17 517                                 | <1913                                  | Brh Wbr                                | 2          | 4.000           | 8.141    | H,E                       | O,L                               |                                         | Öl                        |                           | 1                                         |                                           | 1                                         | 2                                         |                                           | 1                                         |                                           |                                   |
| 1866                      |                           |                                        | 17 518                                 | 17 518                                 | 17 518                                 |                                        | 2          | 3.650           | 8.141    | H,E                       |                                   | Pl Wbr                                  | Öl                        | O,L                       | 1                                         |                                           | 1                                         | 2                                         |                                           | 1                                         |                                           | Bauform siehe Skizze zu Blatt 219 |